# Il Corsaro Nero (film 1976)
Il Corsaro Nero è un film del 1976 diretto da Sergio Sollima.
È tratto da due romanzi di Emilio Salgari: Il Corsaro Nero e La regina dei Caraibi.

## Trama
Il conte Emilio di Roccabruna, signore di Ventimiglia e di Valpenta, è un gentiluomo italiano, che lotta con i filibustieri della Tortuga sotto lo pseudonimo di "Corsaro Nero"; egli si è unito alla Filibusta per sete di vendetta nei confronti del duca di Van Guld, un fiammingo al soldo degli spagnoli, che ne ha ucciso con l'inganno i genitori. Nelle sue imprese lo seguono i due fratelli minori, il Corsaro Rosso e il Corsaro Verde.
Van Guld, fido servitore del Re di Spagna, si reca a Maracaibo per ricevere la carica di governatore. I fratelli di Emilio muovono senza indugio sulla città, per affrontarlo; i due si introducono a un ricevimento dell'ormai ex governatore e sfidano pubblicamente il duca che però li uccide a tradimento. Il Corsaro Nero riesce a penetrare nella città e a recuperare i corpi dei fratelli; durante la sepoltura di questi ultimi in mare, Emilio stringe un solenne patto col Diavolo, al quale giura di sterminare tutta la famiglia Van Guld, proprio come il duca ha fatto con i suoi familiari. 
Quella stessa notte il Corsaro Nero abborda un galeone spagnolo sul quale viaggia la bellissima duchessa Honorata Willerman. La nobildonna è ora prigioniera della Filibusta ma Emilio non esita a riscattarla al mercato degli schiavi della Tortuga, con lo scopo di lasciarla in libertà. Honorata, però, si è innamorata dei modi cortesi del conte-Corsaro, peraltro da lui ricambiata; decide, così, di seguire il Corsaro Nero nelle sue avventure in mare.
Alla Tortuga, intanto, è arrivato un tale Morgan, un corsaro britannico alle prime armi, che nessuno pare tenere in debita considerazione proprio per la sua giovane età; in realtà, il giovanotto inglese ha scoperto che nel porto di Maracaibo è appena arrivato un carico di preziosi facenti parte del ricco tesoro di un Emiro esule. Allora, i filibustieri, capeggiati dall'Olonese, decidono di attaccare Maracaibo per far loro il tesoro.
Il Corsaro Nero, però, ha altri piani: vuole penetrare da solo a Maracaibo, per potersi trovare finalmente faccia a faccia con Van Guld. Il modo glielo procura proprio Morgan: a cambio dell'assunzione come luogotenente del Corsaro, gli offre un prigioniero, un tale José, che è stato per anni al servizio del duca ed è pronto a tradirlo. Proprio José, però, una volta a bordo della nave, riconosce Honorata come la figlia di Van Guld, smascherandola candidamente dinanzi a tutti. A questo punto, il Corsaro Nero, si vede costretto a rispettare il suo patto col Diavolo e a darle la morte, affidandone le sorti al mare: Honorata è fatta salire su di una scialuppa e lasciata alla deriva.
Più cupo che mai, il Corsaro continua le sue avventure e sbarca a Maracaibo. La città è sotto attacco da parte dell'Olonese e i suoi filibustieri; Wan Guld non esita a darsi alla fuga. Il piano del Corsaro Nero, così, fallisce: Emilio è, anzi, prima braccato dagli spagnoli, poi ferito e condotto in catene proprio sul galeone di Wan Guld. In maniera piuttosto rocambolesca, riesce comunque a fuggire e far perdere le sue tracce in mare: il Corsaro è deciso a raggiungere la sua nave per ingaggiare un'ultima battaglia navale con l'odiato duca.
Cruciale, a questo punto, è il suo neo-luogotenente Morgan: dopo aver conquistato con grande astuzia il tesoro dell'Emiro, il pirata inglese dà vita ad un ingegnoso arrembaggio al galeone di Wan Guld, che si rivela micidiale. Finalmente, il Corsaro Nero e il duca possono incrociare le lame. Emilio, gran spadaccino, disarma per due volte il suo avversario, ma non riesce ad ucciderlo: sono le anime dei suoi due fratelli a impedirglielo, per evitare che, in conseguenza del patto diabolico stipulato con Satana, la sua anima venga dannata. Il duca, allora, approfitta della situazione per buttare una torcia nella santabarbara del galeone, facendolo esplodere. Il Corsaro è lesto a saltare in mare e a guadagnare il largo a bordo di una zattera con qualche fido superstite.
In balìa della corrente, Emilio e i suoi approdano sulle coste abitate da indigeni. Qui ritrovano Honorata viva e assistita dagli abitanti locali. Il Corsaro Nero decide di abbandonare la pirateria e parte assieme alla sua amata su una barca a vela, pronto a iniziare una nuova vita.

## Produzione
- Il film è stato girato quasi interamente a Cartagena, in Colombia.
- La coppia di attori Kabir Bedi e Carole André aveva appena finito di girare, sempre diretta da Sollima, lo sceneggiato televisivo Sandokan, anch'esso tratto da un romanzo di Salgari.
- Il film e la produzione ebbero momenti difficili, principalmente a causa dell'affondamento della nave del Corsaro Nero dovuta all'urto con una piramide subacquea costruita dagli spagnoli nel Cinquecento. Tra attori comparse e troupe a bordo c'erano quasi trecento persone. Un solo ferito, grandi danni al materiale tecnico e al piano di lavorazione.
- Su di un angolo della facciata del Teatro "Baralt" di Maracaibo c'è una targa che ricorda la presa della città da parte del pirata Morgan, avvenimento storico reale e documentato.

## Riferimenti
- Non è un caso che il Corsaro Nero, di nazionalità italiana, si chiami Emilio, proprio come il novelliere suo ideatore, Salgari.

## Colonna sonora
La colonna sonora è dei fratelli Guido e Maurizio De Angelis, e da loro pubblicata in singolo ed LP con il nome I Charango.

## Distribuzione
Il film raggiunse le sale cinematografiche italiane il 22 dicembre 1976, distribuito dalla Cineriz.

## Accoglienza
La pellicola ebbe molto successo tra il pubblico (dovuto anche all'enorme successo avuto nei mesi precedenti dallo sceneggiato televisivo Sandokan, sempre diretto da Sergio Sollima, di cui Il Corsaro Nero riprendeva l'ispirazione, ossia i romanzi di Emilio Salgari, ambientazioni, tematiche e molti degli attori, tra cui i protagonisti Kabir Bedi e Carole André), tanto da risultare il 10° miglior incasso cinematografico in Italia della stagione 1976-1977.